# David Bosquez
David Bosquez (* 26. Januar 2001) ist ein panamaischer Leichtathlet, der sich auf den Hochsprung spezialisiert hat.

## Sportliche Laufbahn
Erste internationale Erfahrungen sammelte David Bosquez im Jahr 2018, als er bei den U18-Zentralamerika- und Karibikmeisterschaften in San Salvador mit übersprungenen 1,96 m die Silbermedaille gewann und anschließend bei den U18-Südamerikameisterschaften in Cuenca mit 1,85 m Rang zehn belegte. Im Jahr darauf siegte er bei den U20-Zentralamerikameisterschaften in San Salvador mit einer Höhe von 2,02 m und wurde bei den U20-Südamerikameisterschaften in Cali mit 2,12 m Vierter. Anschließend gewann er bei den Zentralamerikameisterschaften in Managua mit 2,08 m die Silbermedaille und erreichte bei den Panamerikanischen Juniorenmeisterschaften in San José mit 2,06 m Rang sieben. 2020 wurde er dann bei den erstmals ausgetragenen Hallensüdamerikameisterschaften in Cochabamba mit 2,05 m Fünfter.

## Persönliche Bestleistungen
- Hochsprung: 2,12 m, 16. Juni 2019 in Cali
  - Hochsprung (Halle): 2,05 m, 2. Februar 2020 in Cochabamba